# Johann Jacob Wehrli

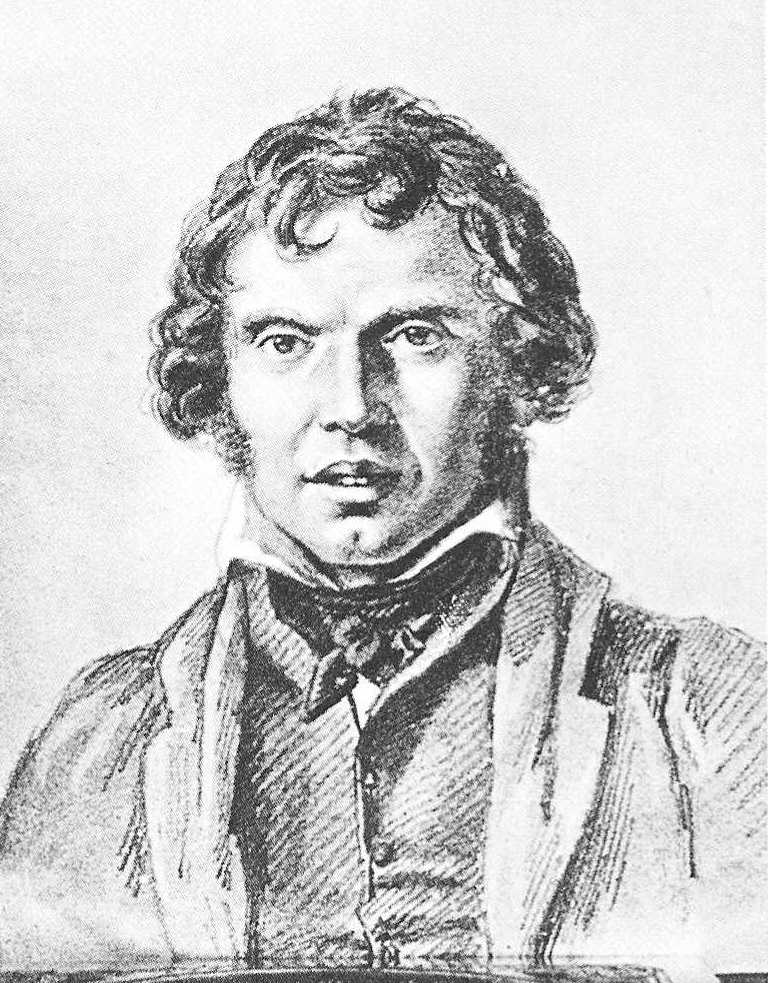
Johann Jacob Wehrli.

Johann Jacob Wehrli, född den 6 november 1790 i Eschikofen, Thurgau, död den 15 mars 1855  i Andwil, Thurgau, var en schweizisk pedagog.
Wehrli var en av dem, som bäst förverkligade Pestalozzis uppfostringsidéer. Han kom 1810 till Fellenberg på Hofwyl och blev ledare 
av den "fattigskola", som denne upprättat för föräldralösa barn. Wehrli uppfostrade där barnen genom jordbruksarbete och slöjd samt därtill knuten undervisning. Innan Wehrli lämnade Hofwyl (1833), hade hans skola blivit mönster för liknande på flera andra orter (så kallade Wehrli-skolor) och tjänade som normalskola för utbildningen av lärare. Under 20 år verkade sedan Wehrli som föreståndare för ett 
lärarseminarium i Kreuzlingen vid Bodensjön. Av Wehrlis skrifter må nämnas Einige naturkundliche Unterhaltungen eines Schullehrer mit der 1. und 2. Elementarklasse (1832–1833) och Zehn Unterhaltungen eines Schulmeisters in der Schulstube (1833).